# Most Obrenovac – Surčin
Most Obrenovac - Sručin jedan je od mostova u glavnom gradu Republike Srbije Beogradu. Proteže se preko rijeke Save, a povezuje prigradske općine Obrenovac i Surčin.

## Povijest
Objekt je na u početku bio projektiran samo kao nosač toplovoda od Termoelektrane Nikola Tesla u smjeru Novog Beograda, a gradnja je počela 1995. godine. Planovi su se naknadno nekoliko puta mijenjali, a prva važna promjena dogodila se 1997. godine. Izmjenom je mostu dodana funkciju prijevoza tenkova i druge vojne tehnike. Kasnijim izmjenama most se planira kao objekt za sav civilni cestovni promet. Zbog nedostatka financijskih sredstava, 1998. godine prekidaju se svi radovi, a situacija se dodatno otežava 1999. godine tijekom NATO-va bombardiranja SRJ. Kasnijih godina radovi se odvijaju sporo i s prekidima, uglavnom na već postavljenoj čeličnoj konstrukciji i na sanacijama. Konačan dovršetak radova nastupio je krajem 2011. godine te je mostu u promet pušten 1. prosinca 2011. Glavni izvođač radova bila je tvrtka Motstogradnja.

## Tehničke karakteristike
Ukupna duljina mosta iznosi 628 m, širina je 14,5 m, visina 16,5 a najveći je raspon 200 m. Cjelokupna konstrukcija oslanja se na ukupno 16 stupova. Most ima po jednu prometnu traku za cestovni prometu u svakom smjeru, pješačke staze te njime prolaze toplovodi. U prometnom smislu ovaj objekt ima veliku važnost, jer je put između općina Obrenovac i Surčin sa 60 skratio na samo 10 minuta. Također, izgradnjom ovog mosta lokalni obrenovačko područje ali i sjeverozapadni dio Srbije dobili su puno bolju prometnu povezanost s beogradskom zračnom lukom Nikola Tesla.

## Galerija slika
- Pogled na pješačke staze.
- Čelična kosntrukcija mosta.